# Capua
Capua is een gemeente en stad in de Italiaanse provincie Caserta (regio Campanië) en telt 18.205 inwoners (2019). De oppervlakte bedraagt 48,6 km², de bevolkingsdichtheid is 396 inwoners per km². Bij de stad liggen de ruïnes van het Amfitheater van Capua, het op een na grootste Romeinse amfitheater ter wereld.
De volgende frazione maakt deel uit van de gemeente: Sant'Angelo in Formis.

## Geschiedenis
Capua is thans een stadje in de Italiaanse regio Campania, maar in de 3e en 4e eeuw voor Christus was het de rijkste stad van Campanië en na Rome de grootste stad van Italië. Op geringe afstand van de oude stad (thans gemeente Santa Maria Capua Vetere) werd later een nieuwe stad gesticht, die thans ongeveer 19.000 inwoners telt.

### Oudheid
Campanië verkeerde tot ca. 500 v.Chr. grotendeels in de Etruskische invloedssfeer, maar er waren ook enkele Griekse nederzettingen, zoals Cumae en Neapolis (Napels). In de daarop volgende eeuwen werd de regio bewoond door een mengbevolking van Grieken, inheemse Osken en recentelijk binnengedrongen Samnieten, die de heersende klasse vormden. De tot de Oskisch-Umbrische familie behorende Samnitische taal domineerde, die weliswaar vaak "Oskisch" wordt genoemd, maar niet de taal is van de oorspronkelijke bewoners.
Deze deels Samnitische bevolking voelde zich echter bedreigd door hun "wilde neven" uit de bergen, de nog immer zeer expansieve Samnieten.
Capua sloot daarom omstreeks 340 v.Chr. een bondgenootschap met Rome en zou 120 jaar lang over het algemeen een trouwe bondgenoot van Rome blijven.
Toen het er echter na de Slag bij Cannae in 216 v.Chr. zeer slecht uitzag met Rome, slaagde Hannibal erin de senaat van Capua te verleiden met een verlokkelijk voorstel: Capua zou de hoofdstad mogen worden van een nieuwe Italiaanse federatie, onder Carthaagse bescherming. Capua liep nu over naar Hannibal.
Rome hield echter stand en slaagde er een paar jaar later zelfs in om Capua te veroveren. De stad werd zwaar gestraft: de hele aristocratie werd geëxecuteerd, de stad verloor haar zelfbestuur en werd bij Rome ingelijfd. Met haar vooraanstaande positie was het toen gedaan.

### Middeleeuwen
Capua werd in de 9de eeuw door moslims vanuit Sicilië ingenomen en vernield. De burgers van de stad stichtten in 856 op korte afstand in Casilinum een nieuwe stad en bouwden er een kathedraal. Lodewijk II van Italië versloeg in 873 de moslims van Capua. In 905 werd een aanval uitgevoerd op de stad door moslims van een nederzetting aan de rivier de Garigliano. Rogier I van Sicilië belegerde in 1098 de steden Amalfi en Capua. Deze belegering op Capua begon in mei en duurde 40 dagen. De rebellerende prins van Capua, de Lombardische prins Lando IV had de stad al 7 jaar in zijn bezit, maar werd door de afgezette prins van Capua, Richard II en Rogier I, ondersteund door moslims uit Sicilië, verslagen. Keizer Frederik II hield hofdagen in Capua (hij kondigde er in 1220 de Assisen van Capua af) en bouwde er een kasteel.

## Moderne tijd
De stad leed tijdens de Tweede Wereldoorlog. De kathedraal werd vernield in 1943 en na de oorlog heropgebouwd.

## Demografie
Capua telt ongeveer 7433 huishoudens. Het aantal inwoners steeg in de periode 1991-2001 met 1,0% volgens cijfers uit de tienjaarlijkse volkstellingen van ISTAT.
| Jaar | Inwoneraantal |
| ---- | ------------- |
| 1991 | 18.845        |
| 2001 | 19.041        |

## Bezienswaardigheden
- Kathedraal
- Normandisch kasteel (1050)
- Torens van het kasteel van keizer Frederik II (1239)
- Museo Campano

## Geboren in Capua
- Petrus van Vinea (1190-1249), grootkanselier van keizer Frederik II
- Bartholomeus van Capua (1248-1329), rechtsgeleerde en diplomaat in voor koning Karel II van Anjou
- Raymundus van Capua (1330-1399), overste van de orde der Dominicanen
- Giuseppe Martucci (1856-1909), componist
- Amedeo Guillet (1874-1939), generaal en senator

Ailano · Alife · Alvignano · Arienzo · Aversa · Baia e Latina · Bellona · Caianello · Caiazzo · Calvi Risorta · Camigliano · Cancello e Arnone · Capodrise · Capriati a Volturno · Capua · Carinaro · Carinola · Casagiove · Casal di Principe · Casaluce · Casapesenna · Casapulla · Caserta · Castel Campagnano · Castel Morrone · Castel Volturno · Castel di Sasso · Castello del Matese · Cellole · Cervino · Cesa · Ciorlano · Conca della Campania · Curti · Dragoni · Falciano del Massico · Fontegreca · Formicola · Francolise · Frignano · Gallo Matese · Galluccio · Giano Vetusto · Gioia Sannitica · Grazzanise · Gricignano di Aversa · Letino · Liberi · Lusciano · Macerata Campania · Maddaloni · Marcianise · Marzano Appio · Mignano Monte Lungo · Mondragone · Orta di Atella · Parete · Pastorano · Piana di Monte Verna · Piedimonte Matese · Pietramelara · Pietravairano · Pignataro Maggiore · Pontelatone · Portico di Caserta · Prata Sannita · Pratella · Presenzano · Raviscanina · Recale · Riardo · Rocca d'Evandro · Roccamonfina · Roccaromana · Rocchetta e Croce · Ruviano · San Cipriano d'Aversa · San Felice a Cancello · San Gregorio Matese · San Marcellino · San Marco Evangelista · San Nicola la Strada · San Pietro Infine · San Potito Sannitico · San Prisco · San Tammaro · Sant'Angelo d'Alife · Sant'Arpino · Santa Maria Capua Vetere · Santa Maria a Vico · Santa Maria la Fossa · Sessa Aurunca · Sparanise · Succivo · Teano · Teverola · Tora e Piccilli · Trentola-Ducenta · Vairano Patenora · Valle Agricola · Valle di Maddaloni · Villa Literno · Villa di Briano · Vitulazio